# Garovaglia punctidens
Garovaglia punctidens là một loài rêu trong họ Pterobryaceae. Loài này được R.S. Williams mô tả khoa học đầu tiên năm 1914.